# 3530 Hammel
3530 Hammel è un asteroide della fascia principale. Scoperto nel 1981, presenta un'orbita caratterizzata da un semiasse maggiore pari a 2,3994646 UA e da un'eccentricità di 0,2257442, inclinata di 1,17193° rispetto all'eclittica.